# Моє прекрасне весілля
«Моє прекрасне весілля» (англ. Beautiful Wedding) — американська романтична комедія 2024 року, знята Роджером Кумблом за власним сценарієм. Фільм заснований на однойменному романі Джеймі Макгуайр 2013 року та є продовженням фільму «Моє прекрасне нещастя» (2023).
Фільм був випущений у кінотеатрах компанією Fathom Events 24 січня 2024 року та показаний протягом двох вечорів. Прем'єра в Україні — 1 лютого 2024 року. На цифрових платформах фільм випущений компанією Vertical Entertainment 13 лютого 2024 року.

## Синопсис
Еббі та Тревіс прокидаються після божевільної ночі у Вегасі і несподівано дізнаються, що вони вже молодята.

## Акторський склад
- Ділан Спроус — Тревіс Меддокс
- Вірджинія Гарднер — Еббі Абернаті
- Остін Норт — Шеплі
- Лібе Барер — Америка
- Роб Естес — Бенні
- Стівен Бауер — Санчо
- Кайл Річардс — Вівіан Гейс
- Алекс Айоно — Мігель
- Еммануель Кабонго — Базз
- Деклан Лерд — Тейлор Меддокс
- Тревор Ван Уден — Томас Меддокс
- Джек Гескет — Трентон Меддокс
- Мікі Дартфорд — Тайлер Меддокс
- Ніл Бішоп — Паркер Гейс

## Виробництво
У вересні 2023 року було оголошено про вихід продовження фільму «Моє прекрасне нещастя» (2023) під назвою «Моє прекрасне весілля». Роджер Кумбл повернувся до режисури разом із головним акторським складом. Основні зйомки відбулися наприкінці 2022 року в Домініканській Республіці.

## Випуск
Як і перший фільм, «Моє прекрасне весілля» (або «Моє прекрасне нещастя 2») випущено в США в обмежений прокат компанією Fathom Events протягом двох вечорів, починаючи з 24 січня 2024 року. Фільм випущений на цифрових платформах Vertical Entertainment 13 лютого 2024 року.
Прокат в Україні з 1 лютого 2024 року, дистриб'ютор компанія «Вольга».